# Zoom burst

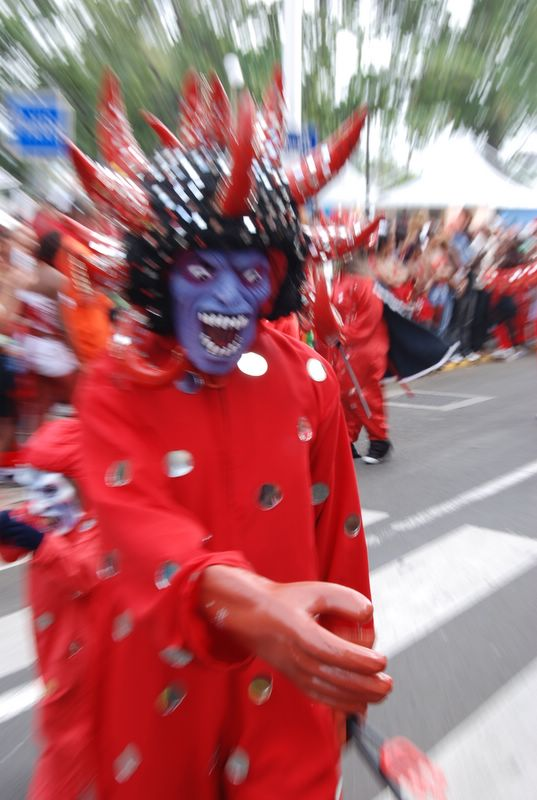
Esempio di "Zoom Burst" effettuato manualmente, con un tempo di esposizione di 1/20 di secondo

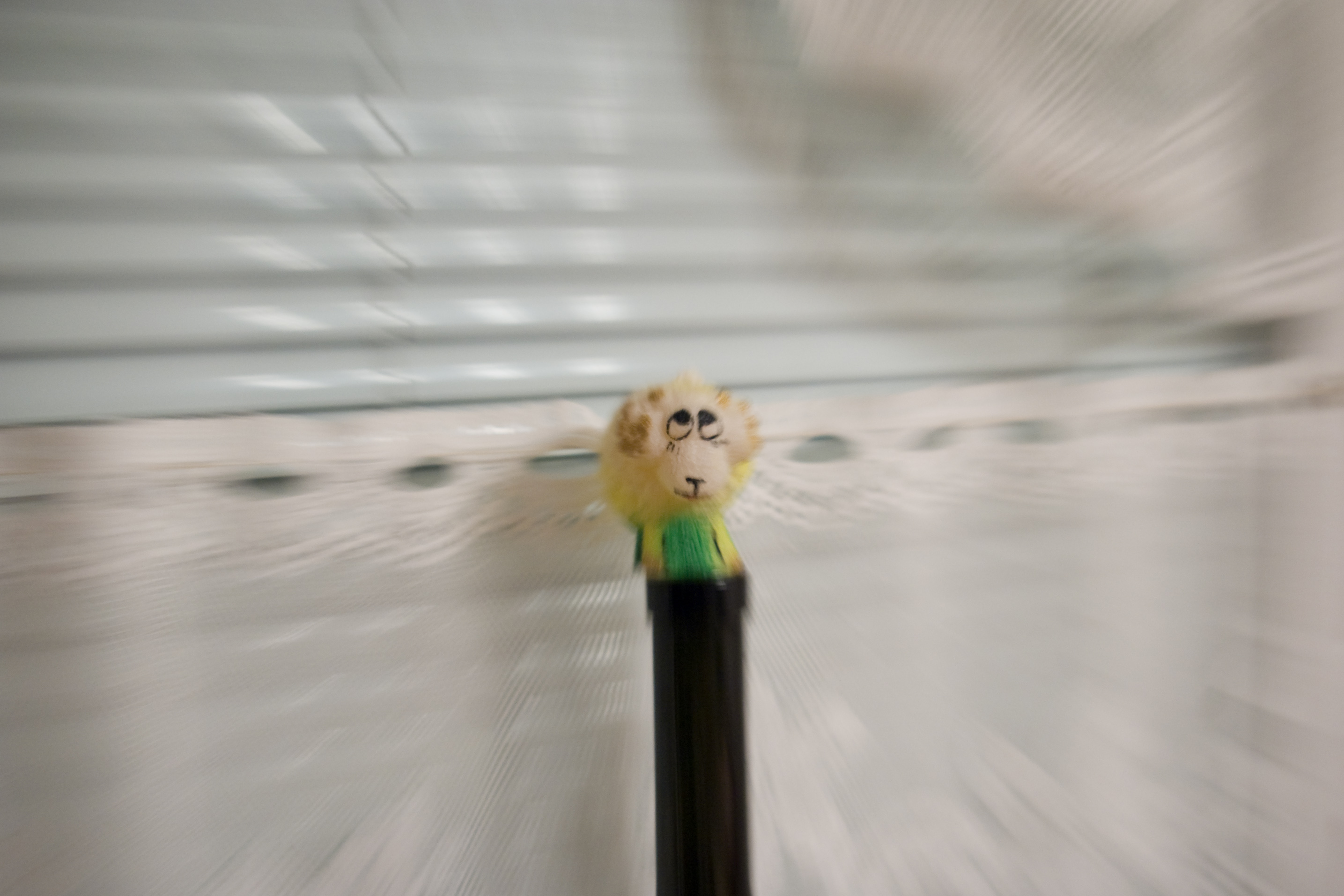
Versione poco accentuata dell'effetto

Lo zoom burst è una tecnica fotografica ottenibile con obiettivi zoom, dotati di regolazione manuale dell'escursione focale.
L'origine del termine viene spesso attribuita a Peter Bargh nel suo articolo Creative zoom burst technique, in realtà questa tecnica fotografica è più antica, apparendo per esempio nel libro di Bryan Peterson Understanding exposure del 1990.
L'immagine ottenuta presenta una tipica sfocatura radiale, in cui sembra che il centro (unico punto a fuoco) si avvicini all'osservatore ad alta velocità.

L'effetto è molto simile all'effetto mosso ed entrambe le tecniche vengono quindi utilizzate per creare impressione di movimento attraverso il soggetto.

## Tecnica
La tecnica è ottenuta cambiando la lunghezza focale dell'obiettivo (zoommando), mentre l'otturatore è aperto. Per questa ragione il tempo di esposizione deve essere relativamente lungo (solitamente inferiore ad 1/60 di secondo), è opportuno quindi che ci sia scarsa presenza di luce o diaframma opportunamente chiuso.
Lo stesso effetto può essere altresì ottenuto con un programma di fotoritocco (come Adobe Photoshop), oppure utilizzando particolari filtri fotografici;
in questo caso non ci sarebbero limiti nella scelta del tempo di esposizione.

## Difficoltà
L'implementazione manuale richiede esperienza, poiché:
- lo zoom va girato velocemente ma senza muovere il corpo macchina, al fine di evitare il completo effetto mosso;
- la pressione del pulsante di scatto e la rotazione della ghiera di zoom devono essere altamente sincronizzate.

Per facilitare le operazioni è quindi consigliato l'uso di un treppiedi e di un pulsante a controllo remoto.
In aggiunta, poiché nel ruotare la ghiera di zoom le zone d'ombra andrebbero a sovrapporsi (generando quindi un'immagine finale sovraesposta), è opportuno settare il valore di Compensazione Esposizione a -0.5 EV / -1.0 EV, al fine di ottenere un valore di esposizione corretto.

## Variabili
L'intensità dell'effetto dipende dai seguenti valori:
- esposizione;
- velocità di rotazione della ghiera zoom;
- distanza dal soggetto;
- lunghezza focale di partenza e sua relazione con la lunghezza focale finale.

## Esempi

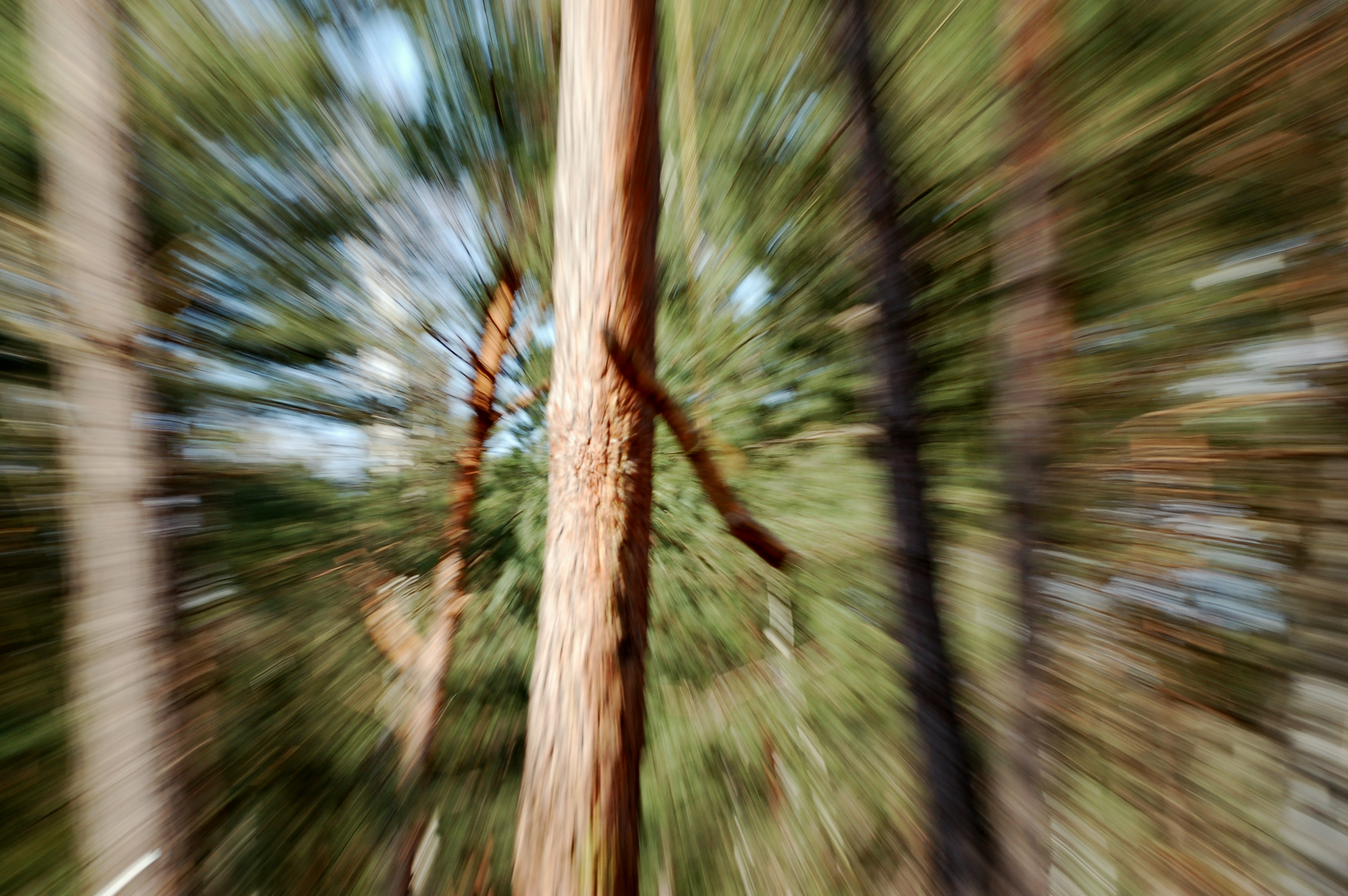
Esempio di effetto molto pronunciato
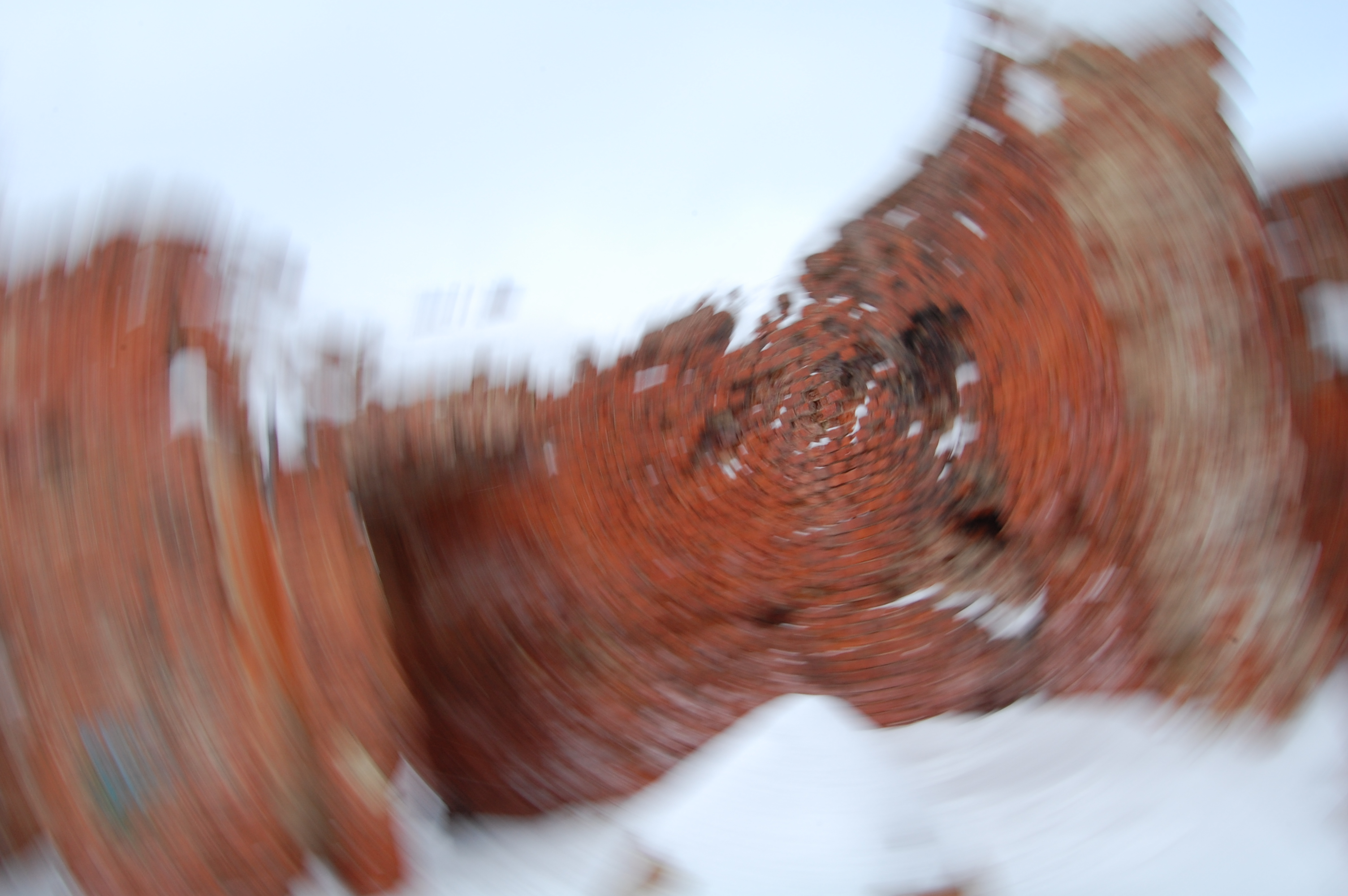
Zoom burst con rotazione
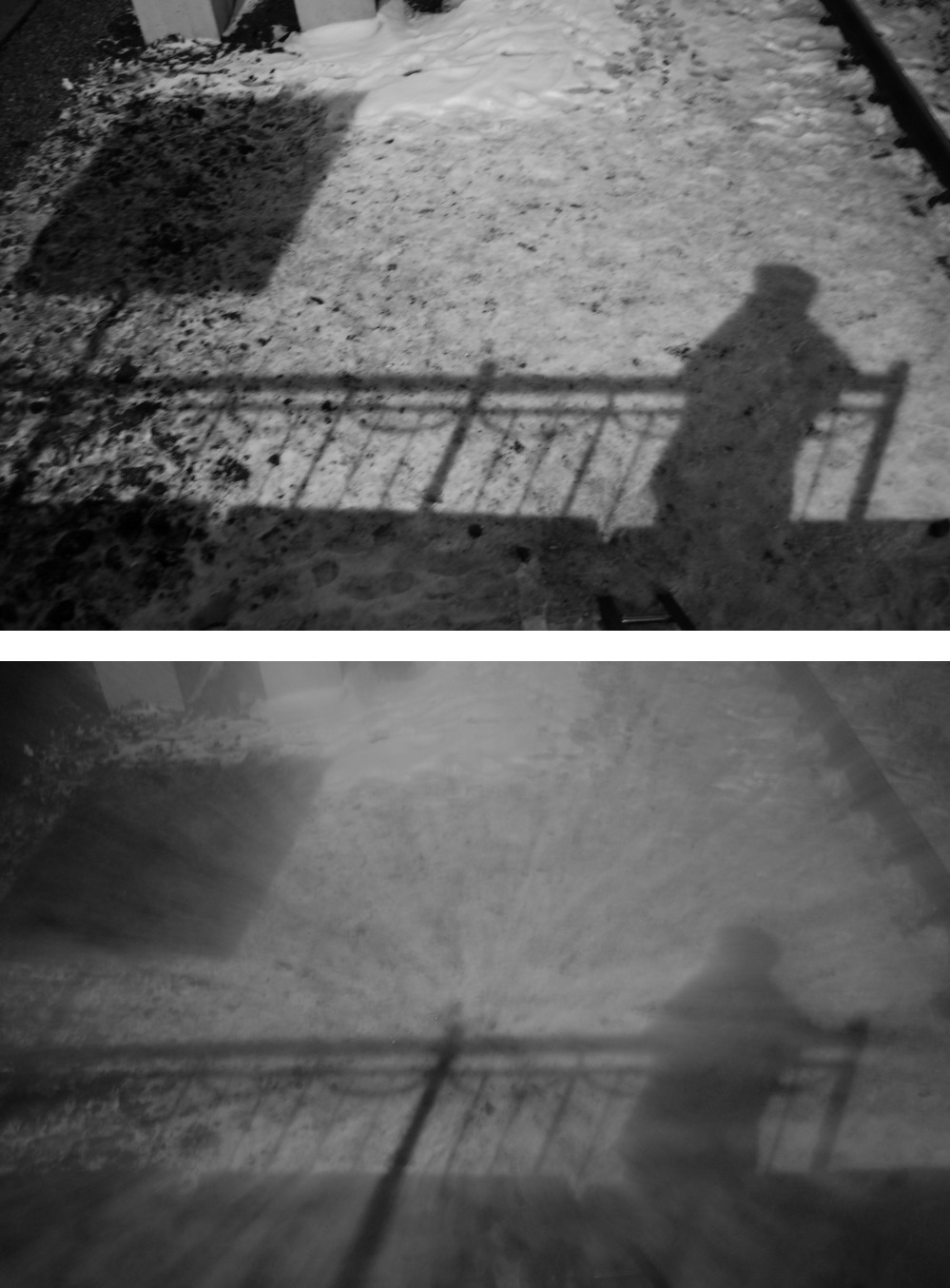
L'effetto zoom burst porta alla diminuzione di contrasto dell'immagine, se non se ne compensa l'esposizione.